# 2468 Repin
2468 Repin este un asteroid din centura principală, descoperit pe 8 octombrie 1969 de Liudmila Cernîh.